# Leszek Armatys
Leszek Armatys (ur. 28 lipca 1928 w Poznaniu, zm. 23 września 1979 w Warszawie) – polski historyk filmu, krytyk filmowy.
Ukończył dziennikarstwo i filologię polską na Uniwersytecie Warszawskim.
Trzykrotnie był jurorem  Międzynarodowego Festiwalu Filmowego w Mannheim.

## Publikacje
- Międzynarodowe festiwale filmowe (1967) (współautor: Stanisław Grzelecki)
- Historia filmu polskiego (Lata 1930-1939) Tom 2 (1988) (współautorzy: Barbara Armatys i Wiesław Stradomski)
- Od Niewolnicy zmysłów do Czarnych diamentów (Szkice o polskich filmach z lat 1914–1939) (1988) (współautor: Wiesław Stradomski)